# Lene Voigt
Pour les articles homonymes, voir Voigt.
Lene Voigt, née Helene Wagner le 2 mai 1891 et morte le 16 juin 1962, est une femme de lettres  allemande. Bien que certains de ses ouvrages utilisaient l'allemand standard, on se souvient surtout d'elle pour ses textes de poésie et de prose écrits dans un dialecte moyen-allemand parlé en Thuringe et en Saxe,,,.
Après 1945, sa ville natale de Leipzig se trouve en 1949 en République démocratique allemande. Pour diverses raisons, l'œuvre de Voigt disparaît des rayons sous le Troisième Reich. En Allemagne de l'Ouest, son travail est de nouveau  publié dans les années 1950. Après le retrait du dirigeant Walter Ulbricht, son œuvre connaît un renouveau en Allemagne de l'Est, notamment grâce à la cabarettiste Gisela Oechelhaeuser,,,.